# پتره کاپوستا
پتره کاپوستا (انگلیسی: Petre Capusta؛ زادهٔ ۱۴ ژوئن ۱۹۵۷) قایقران کانو اهل رومانی است.